# Gruff Rhys
Gruff Rhys est un musicien gallois né le 18 juillet 1970 à Haverfordwest. Il est le chanteur du groupe Super Furry Animals. En 2008, il forme le groupe Neon Neon avec Bryan Hollon (plus connu sous le pseudonyme Boom Bip).
En 2011, il remporte le premier Welsh Music Prize pour son album solo Hotel Shampoo (en).

## Discographie

### Albums studio
- 2005 - Yr Atal Genhedlaeth
- 2007 - Candylion
- 2011 - Hotel Shampoo
- 2014 - American Interior
- 2018 - Babelsberg
- 2019 - Pang!
- 2021 - Seeking New Gods
- 2024 - Sadness Sets Me Free
- 2025 - Dim Probs

### Compilations / Albums en public /B.O.F.
- 2023 - The Almond & The Seahorse (Bande Originale du Film)